# Xanthorhoe comptaria
Xanthorhoe comptaria är en fjärilsart som beskrevs av Jean Baptiste Boisduval 1840. Xanthorhoe comptaria ingår i släktet Xanthorhoe och familjen mätare. Inga underarter finns listade i Catalogue of Life.